# ژائو یان (بازیکن فوتبال)
ژائو یان (انگلیسی: Zhao Yan؛ زادهٔ ۷ مهٔ ۱۹۷۲) بازیکن فوتبال اهل چین است.
وی همچنین در تیم ملی فوتبال زنان چین بازی کرده‌است.